# Sobniogallus albinojamrozi
Sobniogallus albinojamrozi — базальний викопний вид куроподібних птахів, що існував в Європі в олігоцені (29,5-28 млн років тому).

## Скам'янілості
Викопні рештки виду знайдено у кар'єрі непрацюючого цегельного заводу у селі Собньов поблизу міста Ясло на південному сході Польщі. Частковий скелет зберігся на двох пластинах. Відсутні череп та задні кінцівки.

## Опис
За розміром був трішки менший ніж сучасна куріпка. Довжина крила сягала 13 см. Махове пір'я першого ряду завдовжки 11 см, другого та третього рядів — 8-9 см.

## Назва
Родова назва Sobniogallus складається з двох частин: Sobnio вказує на місцезнаходження — село Собньов, а латинське gallus означає «курка». Вид S. albinojamrozi названо на честь Альбіна Ямроза, який знайшов рештки птаха.